# ACM SIGMOD Record
ACM SIGMOD Record is een internationaal, aan collegiale toetsing onderworpen wetenschappelijk tijdschrift op het gebied van de informatiesystemen. De naam wordt in literatuurverwijzingen meestal afgekort tot SIGMOD Rec. Het wordt uitgegeven door de Special Interest Group on the Management of Data (SIGMOD) van de Association for Computing Machinery en verschijnt 4 keer per jaar.